# 日本キャタピラー
日本キャタピラー（Nippon Caterpillar LLC）は、キャタピラーの建設機械を取り扱うディーラーである。またキャタピラージャパンは製造会社であり、法人としては別法人となる。日本国内の四国、九州を除く全域に展開。

## 沿革
- 1963年 - 米国キャタピラー社と三菱重工業の合弁によりキャタピラー三菱株式会社を設立。
- 1965年 - 販売部門は各支社を設置を開始。
- 1966年
  - 2月 - 北陸・東海の2支社を設置
  - 4月 - 新しい販売店として、北海道、東北、四国、九州に設置。
- 1987年 - キャタピラー三菱株式会社、エム・エイチ・アイ建機株式会社と合併し、新キャタピラー三菱が誕生。販売店の分社化が始まる。
- 1988年 - 全国に各直営販売店が設立される（最大14販売店）。
- 1998年 - 直営販売店の再編が行われ、14社から7社に統合される。
- 2003年 - 直営販売店の再編が行われ、7社から4社に統合される。
- 2004年 - 沖縄キャタピラー三菱建機販売株式会社設立
- 2008年 - 新キャタピラー三菱がキャタピラージャパン株式会社に社名変更。これに伴い、国内販売店の社名もキャタピラー北海道株式会社、キャタピラー東日本株式会社、キャタピラー中日本株式会社、キャタピラー西日本株式会社、キャタピラー沖縄株式会社にそれぞれ変更された。
- 2010年 - 直営販売店の再編が行われ、5社からキャタピラーイーストジャパン株式会社、キャタピラーウエストジャパン株式会社の2社に統合される。
- 2012年 - キャタピラー社がキャタピラージャパンを単独所有。キャタピラージャパンがキャタピラー東北の全株式を取得し、直営販売店となる。キャタピラーイーストジャパン、キャタピラーウエストジャパンが統合オペレーションを開始。
- 2013年1月 - 日本キャタピラーが発足。「日本キャタピラー」はキャタピラーイーストジャパン株式会社・キャタピラーウエストジャパン 株式会社キャタピラー東北の直営販売会社3社とキャタピラー・ソリューション・エンジニアリング株式会社、キャタピラー教習所株式会社、東京レンタル 株式会社6社の法人格を持たないグループネームである。
- 2016年 - 直営販売会社3社をそれぞれ合同会社へ法人形態を変更。
- 2017年
  - 4月 - キャタピラー東北合同会社、キャタピラーイーストジャパン合同会社、キャタピラーウエストジャパン合同会社の販売会社3社を統合し日本キャタピラー合同会社発足。
  - 10月 - キャタピラー・ソリューション・エンジニアリング株式会社を統合。

## D-Tech Center

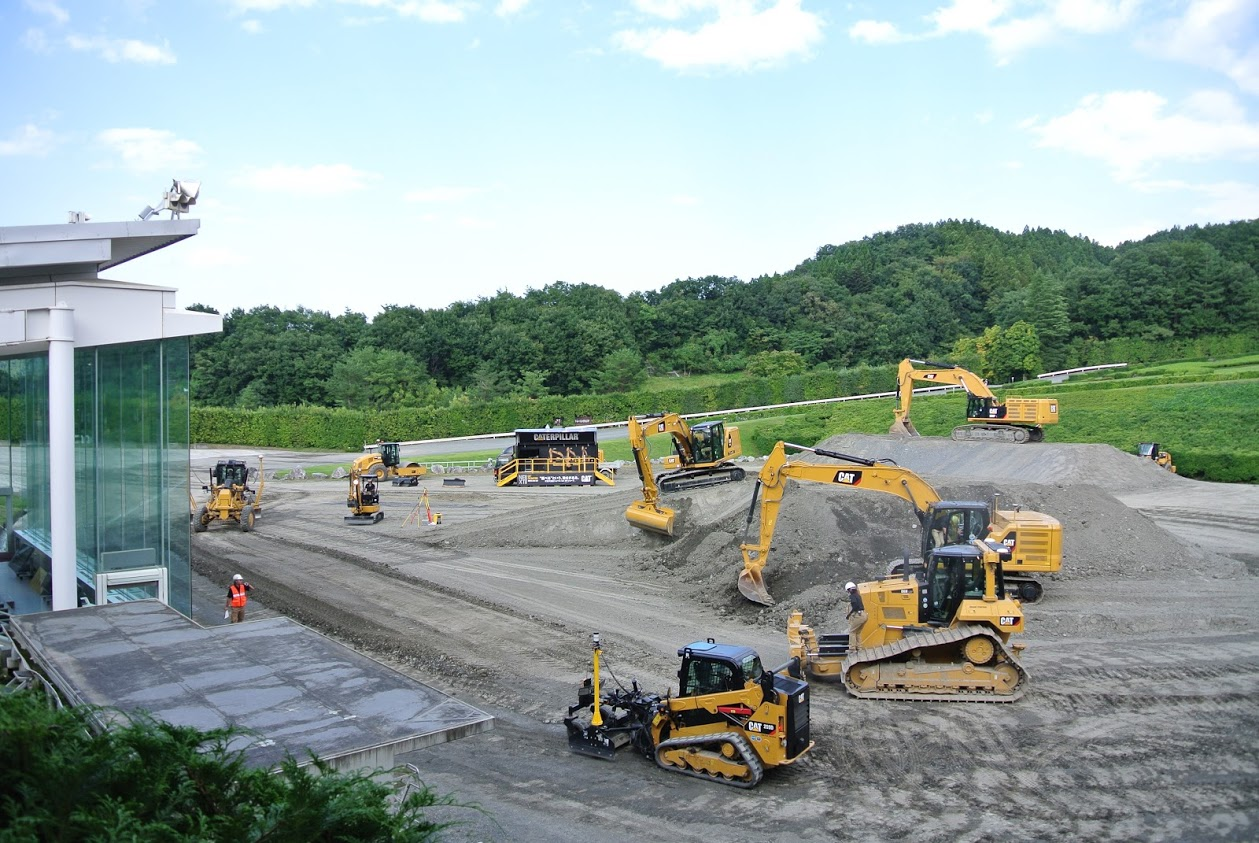
日本キャタピラー D-Tech Center

埼玉県秩父市の山中に大規模な建設機械総合研修センター（旧名称：秩父デモセンター、秩父ビジターセンター）を建設した。以前はキャタピラージャパンで運営していたが、現在は日本キャタピラーにより運営されている。
2017年10月、ICT建機を含むCat製品の活用について、顧客へのデモンストレーションや社内外の教育を行う「D-Tech Center」として運営体制を変更した。

## 製品
- 油圧ショベル
- ブルドーザ
- ホイールローダ
- オフハイウェイトラック
- アーティキュレートダンプトラック
- 土工用振動ローラー
- モーターグレーダー
- コンパクトトラックローダ
- スキッドステアローダ
- 超大型発電機
- 産業用エンジン
- マリンエンジン
- 環境関連機械（破砕機等）

など

## 関連会社
- キャタピラー教習所（都道府県労働局長登録教習機関）
- 東京レンタル（建設機械レンタル業）
- Catレンタル九州